# Pétra (ort i Grekland, Epirus, Nomós Ártas, lat 39,17, long 21,11)
Pétra är en ort i Grekland.   Den ligger i prefekturen Nomós Ártas och regionen Epirus, i den centrala delen av landet, 260 km nordväst om huvudstaden Aten. Pétra ligger 566 meter över havet och antalet invånare är 529.
Terrängen runt Pétra är huvudsakligen kuperad. Pétra ligger uppe på en höjd.Runt Pétra är det glesbefolkat, med 17 invånare per kvadratkilometer. Närmaste större samhälle är Arta, 11,0 km väster om Pétra. I omgivningarna runt Pétra växer i huvudsak blandskog.